# 클라우디오 젠틸레
클라우디오 젠틸레(이탈리아어: Claudio Gentile ˈklaudjo dʒenˈtiːle[*], 1953년 9월 27일, 트리폴리타니아 트리폴리 ~)는 이탈리아의 전 축구 선수이 감독으로, 1970년대에서 1980년대까지의 현역 시절에는 수비수로 활약했다.
젠틸레는 이탈리아를 대표하여 2번의 월드컵 대회에 참가했고, 1982년 대회에서는 이탈리아의 통산 3번째 월드컵 우승에 일조했다. 그는 현역 시절 대부분을 유벤투스에서 보내며 거의 300경기 가까이 출전했고, 6번의 세리에 A 우승과 2번의 유럽대항전 우승을 거두었다.

## 클럽 경력
그는 리비아 트리폴리 출신이지만 유년 시절에 이탈리아로 건너갔다. 아로나에서 축구를 시작한 젠틸레는 1972-73 시즌에 바레세로 이적해 활약했다.

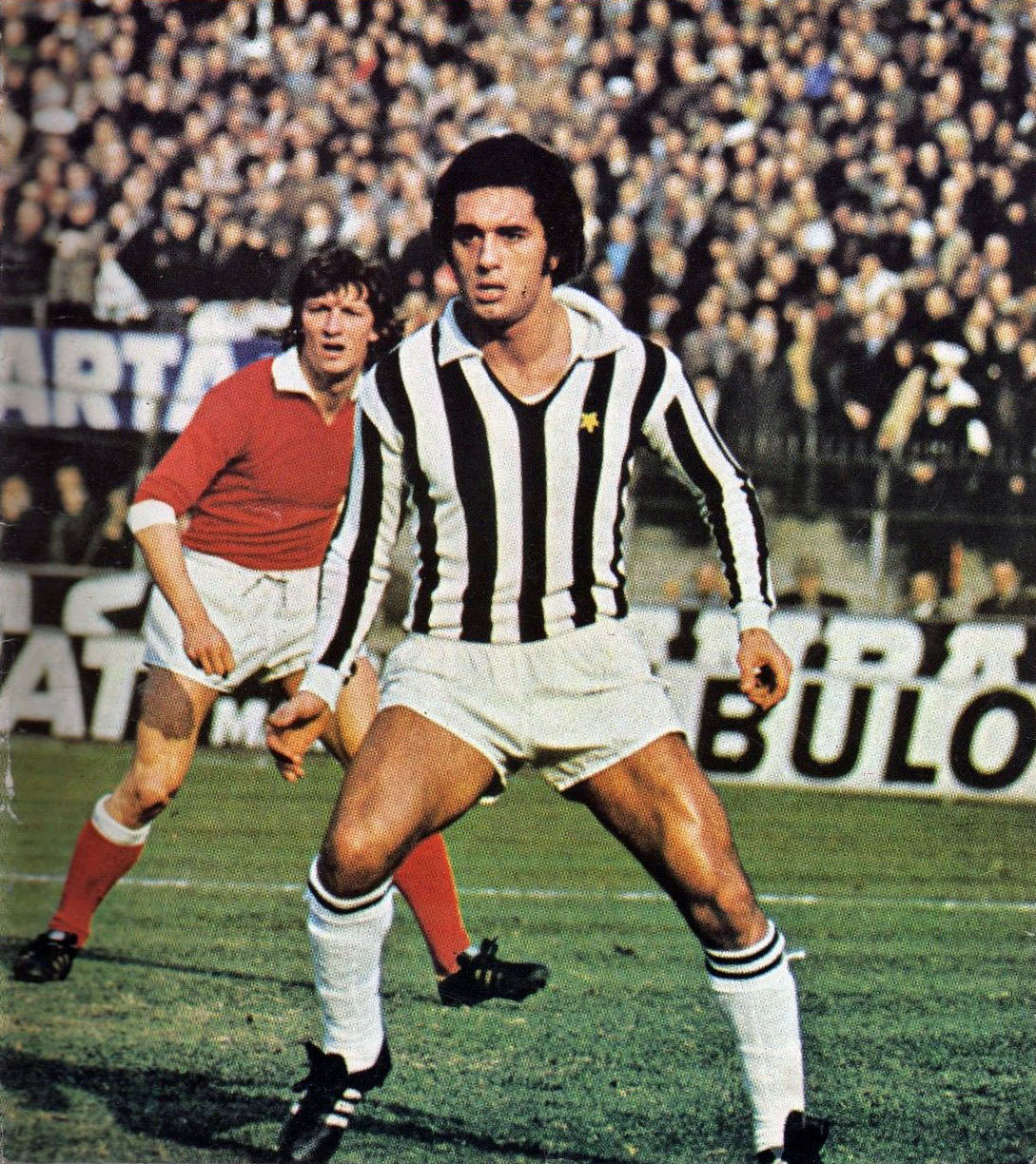
1975년, 유벤투스의 젠틸레

그는 이어 유벤투스로 이적해 1973년 8월 29일 아스콜리와의 코파 이탈리아 경기에서 첫 경기를 치렀고, 이후 1973년 12월 2일에 엘라스 베로나와의 경기에서 세리에 A 신고식을 치렀다. 그는 유벤투스 1군 소속으로 모든 대회 통틀어 414번의 경기에 출전했는데, 이 중 283번의 경기는 세리에 A 경기였다. 유벤투스에서 10년을 넘게 보낸 젠틸레는 유럽대항전을 2번(1976-77 시즌 UEFA컵과 1983-84 시즌의 유러피언 컵위너스컵) 우승했고, 세리에 A를 6번(이탈리아의 축구 최상위리그 우승 구단 참고), 그리고 코파 이탈리아를 2번 우승했다. 그는 토리노 연고 구단 소속으로 1982-83 시즌에 유러피언컵 결승전에 올랐지만, 아테네에서 열린 이 경기에서 함부르크에 패해 준우승에 만족해야 했다.
1984년, 그는 숙적 피오렌티나로 이적해 세리에 A에서 3년을 더 활약하며 피렌체 연고 구단 소속으로 60번의 세리에 A 경기에 출전했다. 그는 피아첸차에서 세리에 B 무대에 1년 더 뛰고 1987-88 시즌 끝에 은퇴했다.

## 국가대표팀 경력
젠틸레는 1975년과 1984년 사이 71번의 이탈리아 국가대표팀 경기에 출전해 1골을 기록했다. 그는 1978년 월드컵에 이탈리아가 참가한 경기에 모두 출전했는데, 2차 조별 리그를 2위로 마치고 브라질과의 3위 결정전에서 패한 이탈리아는 대회를 4위로 마감했다. 젠틸레는 유로 1980에도 출전했고, 그는 이 대회의 선수단 일원으로 뽑혔다.
젠틸레는 1982년 월드컵에서도 부동의 주전으로 활약했는데, 이탈리아는 이 대회 정상에 올랐다. 그는 아르헨티나와의 1982년 월드컵 2차 조별 리그 경기에서 전담 견제하여 악명을 날렸는데, 그는 이 경기 전반에만 아르헨티나 거성을 11차례 반칙으로 막아냈고, 후반전까지 도합해서 23번을 범했으며, 경기 후 젠틸레는 "축구는 발레리나가 할 일이 아니다!"라고 발언하기까지 했다. 이탈리아는 이 경기에서 전 대회 우승을 거둔 아르헨티나를 2-1로 격퇴했다. 이후 이탈리아는 강력한 우승 후보 브라질과의 2번째 2차 조별 리그를 상대했는데, 이 경기는 파올로 로시가 해트트릭을 완성하여 3-2로 이겼다. 이탈리아는 준결승전에서 폴란드를 2-0으로 이겼고, 젠틸레는 서독과의 결승전에 복귀해 3-1 승리에 일조했다. 젠틸레는 1982년 월드컵에서도 정상급 활약을 펼쳐 또다시 대회의 선수단에 이름을 올렸다.

## 경기 방식
거칠고, 강인하고, 끈질기며, 무자비한, 불굴의 수비수인 젠틸레는 당대 최고의 수비수로 손꼽혔고, 그와 같은 부류의 선수들 중에서 가장 거친 선수로도 회자되며, 이탈리아 역대 최고의 수비수로도 정평이 났다. 거칠게 견제하는 다재다능한 수비수인 젠틸레는 대인 방어 중앙 수비수 일명 "저지자"나 양쪽 어느 측면이든 측면 수비수를 맡을 수 있으며, 효율성과 도발적인 견제를 감행한 것은 물론 상대를 가까이에서 세게, 육체적으로 짓눌렀다. 그는 최후방 수비수로서의 소질도 있었는데, 그는 속도가 떨어지는 말년에 이 역할이나 중원에 수비형 미드필더를 맡았다. 그는 공중 경합력에도 두각을 나타냈다.
그는 수비적인 우측 수비수로 상대의 공격을 막아내는데 집중하여 기술적 측면에서 천부적인 재능을 지닌 선수와는 거리가 있었지만, 훈련에서 절제력을 보이며, 시간이 지나면서 기술적으로 능력이 향상한 모습을 보인 것으로도 회자된다. 물론, 그는 유동적이고 근면한 선수로, 지역 방어 체계에서 공격적인 측면 수비수로서 측면을 타고 올라가 문전의 동료에게 공을 띄워 공격 전개에 일조하기도 했다. 그는 유벤투스와 이탈리아 국가대표팀 동료인 디노 초프, 세르조 브리오, 안토니오 카브리니, 그리고 가에타노 시레아와 함께 축구 역사상 가장 손꼽히게 위압감이 느껴지는 수비진을 구성했다.
2007년, 타임즈(The Times) 지는 축구 역사상 가장 거친 선수 50인 명단의 8번째로 젠틸레의 이름을 올렸다. 그러나, 젠틸레는 불명예스러운 악명과 대조되게, 스스로를 거칠지만 공정한 경기를 추구하는 선수로 보았다. 실제로도 그는 유벤투스에서 퇴장당한 적이 1번밖에 없는데, 그 경기는 1978년 4월에 열린 클뤼프 브뤼허와의 준결승 원정 경기로, 유벤투스는 이 경기에서 공을 손으로 쳐 경고 누적으로 퇴장당한 젠틸레를 잃고 0-2로 패했다. 젠틸레는 공격적인 임전 태도와 출생지가 트리폴리라는 점에 착안해, 이탈리아 언론은 그에게 가다피(Gaddafi)라는 별칭을 붙였다.

## 감독 경력
젠틸레는 이후 이탈리아 U-21 국가대표팀 감독을 역임하여 2004년 유럽 U-21 선수권 대회를 제패했고, 같은 해 이탈리아 올림픽 선수단을 이끌고 2004년 아테네 올림픽에서 동메달을 목에 걸었다.
2014년 6월 5일, 그는 시옹과 2년 계약을 체결했다.

## 수상

### 선수
유벤투스
- 세리에 A: 1974–75, 1976–77, 1977–78, 1980–81, 1981–82, 1983–84
- 코파 이탈리아: 1978–79, 1982–83
- 유러피언 컵위너스컵: 1983–84
- UEFA컵: 1976–77
- 인터콘티넨털컵 준우승: 1973[31]
- 유러피언컵 준우승: 1982–83[32]

이탈리아
- 월드컵
  - 우승: 1982
  - 준우승: 1978[33]
- 유럽 선수권 대회 4위: 1980[34]

개인
- 유섭 선수권 대회의 선수단: 1980[6]
- 월드컵 올스타 팀: 1982[12]

### 감독
이탈리아 U-21
- U-21 유럽 선수권 대회: 2004[27]

이탈리아 올림픽
- 하계 올림픽 동메달: 2004[28]